# 더 뉴 룩
《더 뉴 룩》(영어: The New Look)은 애플 TV+에서 2024년 2월부터 방영된 미국의 전기 드라마이다.

## 출연진
- 벤 멘덜슨 - 크리스티앙 디오르 역
- 쥘리에트 비노슈 - 코코 샤넬 역
- 메이지 윌리엄스 - 카트린 디오르 역
- 존 말코비치 - 루시앙 를롱 역